# Zied Ziadi
Zied Ziadi (arabe : زياد الزيادي), né le 23 septembre 1990 à Tunis, est un footballeur tunisien évoluant avec l'Al-Nahda Club.

## Clubs
- 2010-août 2013 : Club africain (Tunisie)
- août 2013-janvier 2015 : Club sportif de Hammam Lif (Tunisie)
- janvier-septembre 2015 : Club sportif sfaxien
- septembre 2015-juillet 2017 : Club sportif de Hammam Lif (Tunisie)
- juillet 2017-juillet 2018 : Al Muharraq Club (Bahreïn)
- juillet 2018-janvier 2019 : Club sportif de Hammam Lif (Tunisie)
- janvier 2019-janvier 2020 : Al-Nahda Club (Arabie saoudite)
- depuis janvier 2020 : Al-Ahli Club (Bahreïn)

## Palmarès
- Coupe nord-africaine des clubs champions (1) : 2010